# Théodore Steeg
Théodore Steeg (ur. 19 grudnia 1868 w Libourne, zm. 19 grudnia 1950 w Paryżu) – francuski polityk w okresie trzeciej republiki, deputowanym z okręgu Seine w latach 1906–1914 oraz senatorem z tego samego departamentu w latach 1914–1940.

## Życiorys
W czasie swojej kariery politycznej pełnił również funkcję generalnego gubernatora Algierii (1921–1925) oraz głównego rezydenta Maroka (1925-29).
Od 13 grudnia 1930 do 27 stycznia 1931 roku stał na czele rządu, opartego na konserwatywnej większości w parlamencie (przejściowo był również ministrem ds. kolonii). Podczas swojej kariery politycznej piastował wiele urzędów w ministerstwach, włącznie z urzędem ministra spraw wewnętrznych w czasie I wojny światowej:
1. Minister Oświecenia Publicznego i Sztuk Pięknych w rządzie Ernesta Monisa (2 marca 1911 – 13 stycznia 1912)
2. Minister spraw wewnętrznych w rządzie Raymonda Poincare'a (14 stycznia 1912 – 21 stycznia 1913)
3. Minister oświecenia publicznego i sztuk pięknych w trzecim i czwartym rządzie Aristide'a Brianda (21 stycznia – 21 marca 1913)
4. Minister oświecenia publicznego i sztuk pięknych w piątym rządzie Alexandre'a Ribota (20 marca – 1 września 1917)
5. Minister spraw wewnętrznych w rządzie Paula Painleve'a (1 września – 16 listopada 1917)
6. Minister spraw wewnętrznych w pierwszym i drugim rządzie Alexandre'a Milleranda oraz w rządzie Georges'a Leyguesa (20 stycznia 1920 – 16 stycznia 1921)
7. Minister sprawiedliwości w drugim rządzie Painleve'a (17 kwietnia – 10 października 1925)
8. Minister sprawiedliwości w rządzie Camille'a Chautempsa (21 lutego – 1 marca 1930)
9. Minister ds. kolonii we własnym rządzie (13 grudnia 1930 – 27 stycznia 1931)
10. Minister ds. kolonii w rządzie Camille'a Chautempsa (18 stycznia – 13 marca 1938)

## Gabinet Theodore'a Steega, 13 grudnia 1930 – 27 stycznia 1931
- Théodore Steeg – premier i minister ds. kolonii
- Aristide Briand – minister spraw zagranicznych
- Louis Barthou – minister wojny
- Georges Leygues – minister spraw wewnętrznych
- Louis Germain-Martin – minister finansów
- Louis Loucheur – minister gospodarki narodowej, handlu i przemysłu
- Maurice Palmade – minister skarbu
- Édouard Grinda – minister pracy i ochrony praw socjalnych
- Henri Chéron – minister sprawiedliwości
- Albert Sarraut – minister floty wojennej
- Charles Daniélou – minister floty handlowej
- Paul Painlevé – minister lotnictwa
- Camille Chautemps – minister oświecenia publicznego i sztuk pięknych
- Robert Thoumyre – minister ds. świadczeń socjalnych
- Victor Boret – minister rolnictwa
- Édouard Daladier – minister robót publicznych
- Henri Queuille – minister zdrowia
- Georges Bonnet – minister poczty i telekomunikacji

Zmiany:
23 grudnia 1930 – Maurice Dormann zastąpił Thoumyre na stanowisku ministra ds. świadczeń socjalnych.